# Operación Esdras y Nehemías
Entre 1950 a 1952, la Operación Esdras y Nehemías (en hebreo: מבצע עזרא ונחמיה) rescató a través de un puente aéreo unos 120.000 judíos de Irak trasladándolos a Israel a través de Irán y Chipre. En 1968 solo 2.000 judíos continuaban viviendo en Irak. Hoy, menos de 100 permanecen, los cuales todos viven en Bagdad. 
La operación lleva el nombre de Esdras y Nehemías, que dirigieron al pueblo judío desde el exilio en Babilonia al regreso hacia Israel, en el siglo V a. C. , según consta en el Tanaj.
El agente israelí que dirigió la operación, Shlomo Hillel, escribió un libro en 1990 titulado Operación Babilonia que describe la historia de la cadena aérea clandestina que rescató a los 120.000 judíos de Irak.

## Antecedentes
El crítico de cambio en la identidad de los judíos de Irak se produjo después de los violentos Farhud o pogromo contra los judíos de Bagdad, entre los días 1 y 2 de junio de 1941 tras la caída del gobierno a manos del Golden Square, un grupo de oficiales pro-nazi comandados por Rashid Ali al-Kaylani, instalando un régimen aliado a la Alemania nazi. Al menos 180 judíos fueron asesinados durante los dos días de disturbios. 
Desde 1945 en Irak, fueron frecuentes las manifestaciones contra los judíos y, en particular, contra el sionismo. En 1947 con la confirmación del Plan de la ONU de Partición de Palestina, los judíos consideraron que sus vidas se encontraban en peligro. Muchos recibieron duras penas, o se vieron obligados a pagar fuertes multas. Entre 1946 y 1948 hubo emigraciones ilegales de pequeños grupos de judíos iraquíes que se escapaban a Israel, organizados clandestinamente por el movimiento sionista local y los agentes israelíes. 
Entre 1949 y 1952, alrededor de 130.000 judíos inmigraron masivamente a Israel desde Irak, gracias en gran parte a los esfuerzos de los enviados de Israel y los activistas del "Movimiento Halutz" en Irak. Una de las figuras clave fue Shlomo Hillel, un judío iraquí, que posteriormente fue ministro en el gobierno israelí. 
El Éxodo de judíos iraquíes a Israel duró varios meses, y comenzó después de que el Gobierno iraquí aprobó una ley especial que permitió su emigración en 1951. Cuando los judíos se enteraron sobre el permiso especial que se había dado, miles de personas llegaron a Bagdad y se reunieron en los centros de registro en los que se registraban para la emigración a Israel. 
De acuerdo a las leyes iraquíes, los judíos tuvieron que vender sus bienes y liquidar sus empresas antes de poder salir. Muchos vendieron grandes propiedades a pequeñas sumas de dinero, a fin de ganar el derecho a emigrar.

## Puente aéreo
La espera en Bagdad fue un período tenso y difícil. Unos 50.000 judíos se registraron en un mes, y dos meses más tarde hubo 90.000 en la lista. Este movimiento de masas sorprendió al gobierno iraquí, que no esperaba que el número de emigrantes supere los 8.000, y temió que las instituciones administrativas dirigidas por judíos pudieran desplomarse. Al mismo tiempo, el movimiento sionista emitió un manifiesto pidiendo a los judíos para inscribirse a la Aliyá. Comenzaba con el siguiente texto: "Oh, Sion, huid, hijos de Babilonia", y concluía con lo siguiente: "Judíos! Israel os llama - salid de Babilonia!" 
El primer avión voló a Israel a través de Chipre a mediados de mayo de 1951. Varios meses después, un gigantesco puente aéreo operado directamente desde el aeropuerto de Bagdad al Aeropuerto de Lod. La Operación Esdras y Nehemías terminó a principios de 1952, con lo que solo cerca de 6.000 judíos permanecieron en Irak. Después de 2800 años de comunidad judía en Irak, la mayor parte de ella emigró a Israel.

## Después de la Aliyá
Después de la emigración inicial, la población judía de Bagdad disminuyó de 100.000 a 5.000. En 1968 solo continuaron viviendo allí alrededor de 2.000 judíos. Con el establecimiento del Estado de Israel cientos de jóvenes judíos iraquíes fueron arrestados bajo cargos de actividad sionista y dos de los líderes sionistas fueron ahorcados públicamente en Bagdad. El 27 de enero de 1969, otros nueve judíos fueron ahorcados por cargos de espionaje en favor de Israel. Hoy permanecen menos de 50 judíos, todos son ancianos que viven en Bagdad. 
Hasta la Operación Esdras y Nehemías había 28 instituciones de educación judía en Bagdad, 16 bajo la supervisión del comité de la comunidad y el resto de gestión privada. El número de alumnos llegó a 12.000 y muchas otras aprendieron en el exterior y en las escuelas públicas. Alrededor de 400 estudiantes estudiaban medicina, derecho, economía, farmacia e ingeniería. En 1951 la escuela judía para ciegos fue cerrada, siendo que era la única escuela de su tipo en Bagdad. Los judíos de Bagdad mantenían dos hospitales donde los pobres recibían tratamiento gratuito y otros varios servicios filantrópicos. De las 60 sinagogas existentes en 1950, quedaban solo siete después de 1970.